# Robert Sweet (músico)
Robert Lee Sweet (21 de marzo de 1960 en Lynwood, California) es el baterista de la banda Stryper. Él y su hermano menor Michael Sweet originalmente fundaron la agrupación "Roxx Regime".

## Carrera
Después de la ruptura de Stryper en 1992, Sweet participó en varios proyectos. Tocó en la banda "King James" junto a su compañero en Stryper, el bajista Timothy Gaines y el guitarrista Rex Carroll (Whitecross), realizando giras con ellos hasta 1996. También hizo parte de las bandas "Shameless" y "Titanic". Grabó un álbum en solitario titulado Love Trash, para luego unirse a "Blissed".

## Equipo
Sweet utiliza baterías Crush.

## Discografía
- King James (1994)
- Love Trash (2000)
- Blissed, Waking Up The Dead (2002)
- 7 HOURS LATER, It's About Time (2003)
- Dbeality (2005)